# Grotte di Coreca
Bei den Grotte di Coreca (Höhlen von Coreca) handelt es sich um zwei Höhlen, die sich nahe der tyrrhenischen Küste Kalabriens bei Coreca befinden. Die beiden Höhleneingänge liegen nur zehn Meter voneinander entfernt. Die eine Höhle befindet sich an einer Stelle, die im lokalen Dialekt als „I Gruttuni“ bezeichnet wird, die andere ist die „Grotta du’ Scuru“. Sie befanden sich in der Urgeschichte auf Meereshöhe, wie Molluskenfunde erwiesen. Heute liegen die Eingänge 25 m über dem Meeresspiegel. Diese befinden sich in einer Steilwand und sind daher schwer zu begehen. Während I Gruttuni einen sehr weiten Eingang aufweist, ist derjenige der Scuru-Höhle sehr eng, weist zunächst abwärts und öffnet sich erst dann in einer weiten, völlig lichtlosen Kaverne.

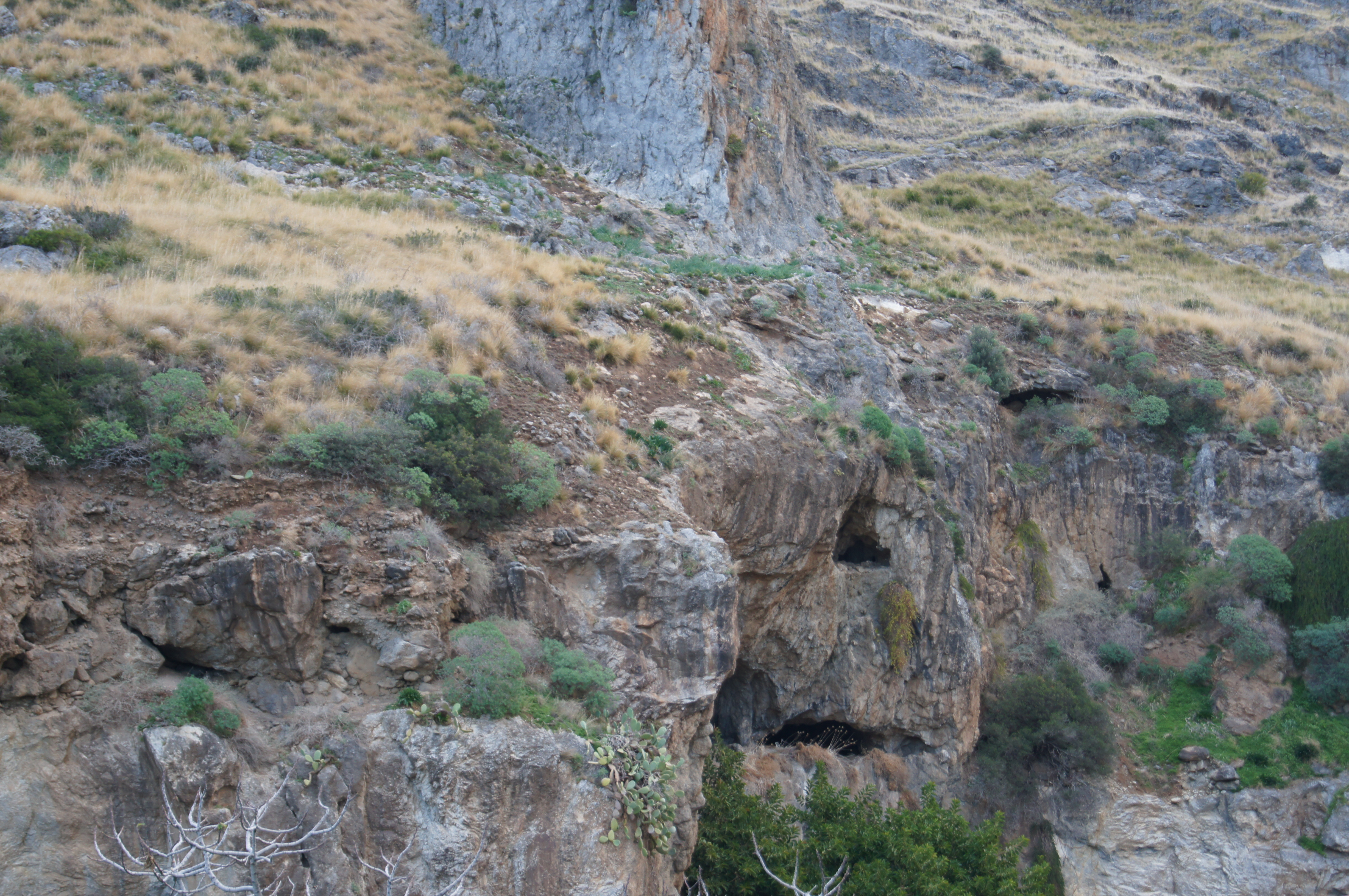
Grotta du' Scuru

Wie schon frühere Höhlenforscher aus dem Piemont andeuteten, sind die Höhlen auch unter archäologischen Aspekten bedeutend. Bei Untersuchungen im Jahr 2012 erwies sich, dass die Höhlen in der späten Bronzezeit aufgesucht wurden, doch folgten menschliche Aufenthalte auch in späteren Epochen. Während jedoch I Gruttuni auf eine Art genutzt wurde, die an ein Hypogäum erinnert, wurde die Scurru-Höhle eher zu Beisetzungen eingesetzt. In beiden Höhlen wurden Terrakotta-Behältnisse, Mahlsteine und abgeschliffene Kiesel gefunden, die nicht aus der Region stammen. 

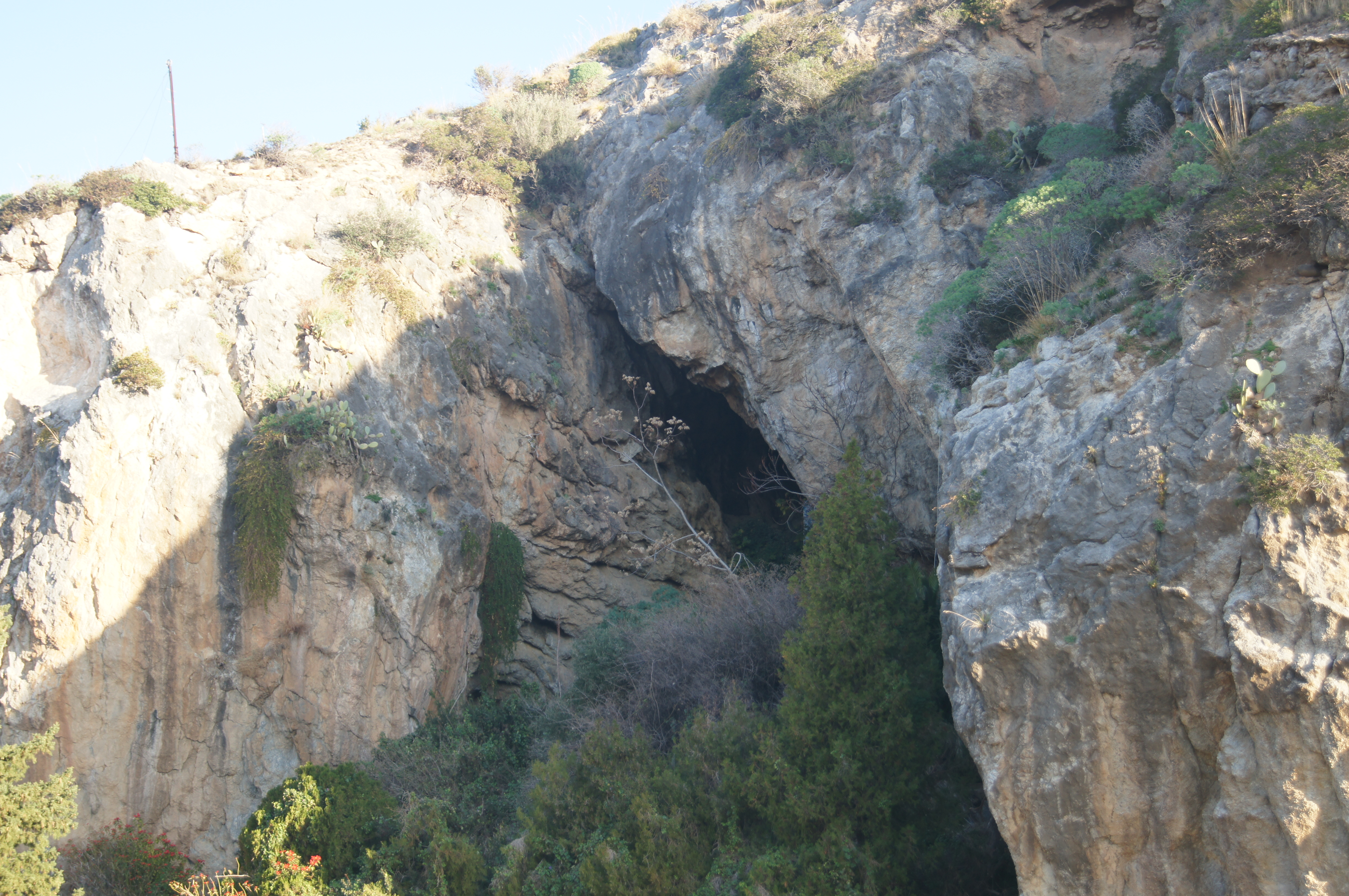
Gruttuni

Durchgeführt wurden die Untersuchungen durch das Centro Regionale di Speleologia “Enzo de Medici” in Zusammenarbeit mit der Soprintendenza per i Beni Archeologici della Calabria.